# Dębno (Pomerania Occidentale)
Dębno (in tedesco Neudamm) è un comune urbano-rurale polacco del distretto di Myślibórz, nel voivodato della Pomerania Occidentale.

## Geografia fisica
Ricopre una superficie di 318,78 km² e nel 2005 contava 20 675 abitanti.
Comunità urbane e rurali del distretto di Dębno e relativi nomi tedeschi fino al 1945:
Barnówko (Berneuchen), Bogusław (Batzlow), Cychry (Zicher), Dargomyśl (Darrmietzel), Dolsk (Dölzig), Dyszno (Ringenwalde), Grzymiradz (Grünrade), Krężelin (Krummkavel), Krześnica (Wilkersdorf), Młyniska (Mühlenfünftel), Mostno-Więcław (Kerstenbrügge-Späning), Oborzany (Nabern), Ostrowiec (Wusterwitz), Różańsko (Rosenthal), Sarbinowo (Zorndorf), Smolnica (Bärfelde), Suchlica (Neu Zicher), Warnice (Warnitz).

## Amministrazione

### Gemellaggi
- Strausberg - Germania (1978)
- Renkum - Paesi Bassi (1990)
- Rosarito - Messico (1996)
- Tczew - Polonia (2000)
- Kursk - Russia (2001)
- Terezín - R.Ceca (2002)